# گربه‌ماهی کور بی‌دندان
گربه‌ماهی کور بی‌دندان (نام علمی: Trogloglanis pattersoni) نام یک گونه از تیره پیشی‌ماهیان است.